# Pall Mall

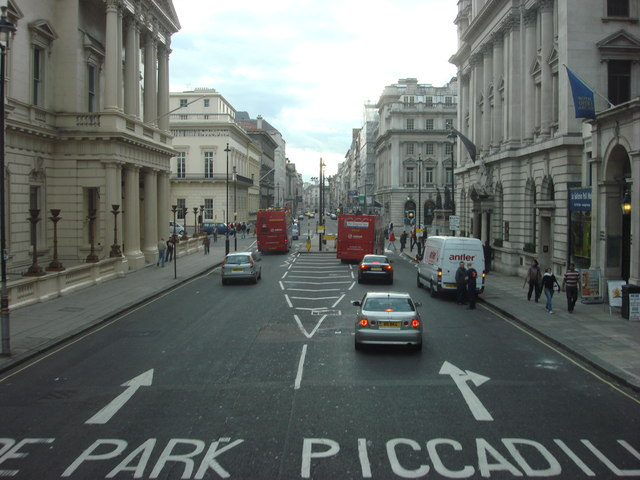
Pall Mall

Pall Mall es una calle en la ciudad de Westminster, Londres, situada en la zona postal Suroeste y Battersea (SW1, por sus siglas en inglés) y paralela a la calle The Mall, iniciando desde la vía de St. James y cruzando a través de Waterloo Place hacia Haymarket. Pall Mall Este (East Pall Mall) continúa en dirección hacia la plaza Trafalgar. La calle se convierte en vía pública en el área St. James's, y en la sección de la carretera regional A4.

## Historia

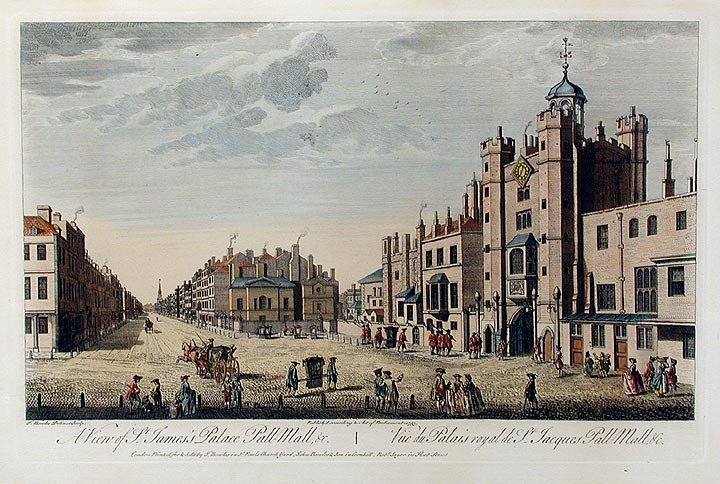
Vista del palacio de St. James y la calle Pall Mall por Thomas Bowles, y publicado en 1763.

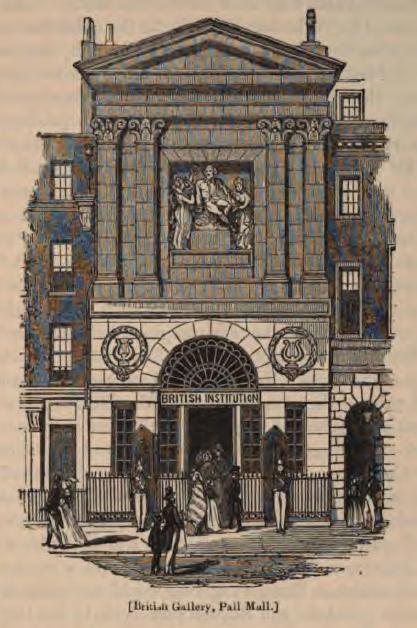
Grabado de Charles Knight del edificio de la Galería Boydell Shakespeare, del arquitecto George Dance el Joven, en 1851, después de su compra por la Institución Británica.

Pall Mall es conocida por albergar varios clubes de caballeros construidos entre el siglo XIX y principios del XX. Entre los clubes se destacan el Athenaeum, el Travellers, el Army and Navy, el Reform, el United Services (ahora ocupado por el Institute of Directors), el Oxford and Cambridge Club y el Royal Automobile Club.
También fue el centro artístico de Londres, debido a que en 1814 la Royal Academy, la Galería Nacional y la casa de subastas Christie's se situaban en ella; sin embargo, ninguna se mantuvo por mucho tiempo.
Los bienes inmuebles de la zona sur de Pall Mall han pertenecido por cientos de años a la corona, y aun siguen siendo propiedad del patrimonio de la corona. El Palacio de St. James está en el lado sur de la calle, en el extremo oeste. Malborough House, que en el pasado fue una residencia real, está en el lado Este, con una apertura a un jardín en la esquina Este de la calle. También fue el lugar donde estaba situado el War Office, que se convirtió en su época en sinónimo del centro administrativo del Gobierno del Reino Unido, lo que hoy en día corresponde a la zona de la calle Whitehall. La War Office consistía de un complejo de edificios basados en la mansión ducal de Cumberland House, diseñada por Matthew Brettingham y Robert Adam.
Además, había otras dos residencias ducales importantes en la calle: Schomberg House y Buckingham House, que fue la residencia del duque de Buckingham, y luego fue reconstruida por John Soane.

## Etimología
El nombre de Pall Mall proviene del juego pall mall, que se jugaba durante el siglo XVII con un mazo y una pelota.